# Kimi Meguro
Kimi Meguro (Prefectura de Fukushima, Japón) es un director de cine y un artista contemporáneo. Trabajó en la Escuela Superior de Cine y Audiovisuales de Cataluña y en 2022 trabajó como consultor para la Trienal de Echigo-Tsumari. 

## Carrera
Es egresado de las carreras de Uzbek Film Production Lab, Taskent Film School y Eleven Arts Inc. Acting Workshop, y graduado del Colegio Maravillas de Málaga. 
Desde 2011, ha trabajado con varias agencias de actores en Asia, Sudamérica, Europa y Norteamérica.
En 2021, su cortometraje NOH Men se proyectó en festivales internacionales de arte como la 13.ª división de Nueva Generación del Festival Internacional de Cine de Taskent y el 17.º Festival de Arte Digital de Atenas. Principalmente dirige cortometrajes y mediometraje como Pueblo y COVID-19 X en coproducción internacional.

Antigua Unión Soviética, conocido comúnmente como el Festival de Cine de Taskent, que fue coorganizado con el Festival Internacional de Cine de Moscú o Festival Internacional de Cine de Karlovy Vary de 1968 a 1997. (Festival Internacional de Cine de Asia, África y América Latina, 13.ª edición en 2021)

## Filmografía
Director (Festivales seleccionados)
- 2008: Deserter
  - Proyectada en el cine de Arthouse Tollywood, Tokio.
- 2021: NOH Men
  - Kimi representó a Japón en el Laboratorio del Festival de Cine de Taskent, propuesto por la Federación Internacional de Productores Cinematográficos (FIAPF).[4]
  - Finalista del 21 islands International Short Film Fest, Estados Unidos.[5]
  - Plataforma de streaming de películas Dokuso Theater, Japón.[6]
- 2021: COVID-19 X
  - GZDoc[7] y 22.ª China International Conference of Science and Education Producers, China.
  - 13.er Festival Internazionale del Cinema Patologico, 3.er premio en la sección de mediometrajes, Italia.
  - DokuBaku, Azerbaiyán.
- 2022: Pueblo[8]
  - 22.º Festival nacional de Cinema de Guaíba/RS (acreditado por el 51.er Festival de Cine de Gramado[9]), Brasil.
  - ONED art/experimental Film Festival, China and Francia.
  - IMDb 1.er puesto, Popularity Meter of Short Film[10] (mayo, junio, julio y agosto de 2023), Uzbekistán.
  - Student World Impact Film Festival, Quarter-Finalist Award[11] (entre 13.868 películas de 120 países), Estados Unidos.

Participación en laboratorios
- 16.º Festival Angaelica, con el apoyo de Slamdance, EE. UU.
- 20.º Cinemadamare, en la Bienal de Venecia (cancelada, debido al COVID-19), Italia.

Voluntarios
- Festival Internacional de Cine de Toronto, Canadá.
- Escuela primaria, Ruan, Francia.
- Presentador en preestreno de una película que actuó,[12] en el Aeropuerto Internacional de Tokio, Japón.

Actor
- Asian Film Festival of Dallas, EE. UU. (por la película japonesa Reset)